# Henk Stoop
Henk Stoop (* 23. Januar 1943 in Breda/Provinz Noord-Brabant) ist ein niederländischer Komponist, Musikpädagoge, Pianist und Kontrabassist.

## Leben
Stoop studierte am Brabants Conservatorium Klavier, Kontrabass, Orchesterleitung und Komposition. Als Schüler von Jan van Dijk erhielt er 1983 den Kompositionspreis des Konservatoriums. Er unterrichtete am Factorium Cultuurmakers Tilburg und trat als Klavierbegleiter mit dem Tilburger Männerchor  La Renaissance und anderen Chören auf. Als Kontrabassist hatte er u. a. mit dem Nederlands Kamerorkest, der Radio Kamer Filharmonie und dem Brabants Orkest Auftritte.
1985 führte das Brabants Orkest unter Leitung von André van der Noot seine Erste Sinfonie auf. Darüber hinaus erhielt er Kompositionsaufträge für größere Chorwerke mit Orchesterbegleitung. Stoop komponierte auch die Musik für die niederländischen Filme Waterlanders (1994) und Erwt (1997) der Filmemacherin Simone van Dusseldorp.

## Werke
- Symphony no. 1, 1981
- Saxofoonkwartet, 1984
- Sterrenhemel, Kantate für Männerchor und Orchester, 1985
- Sacramentshymne für gemischten Chor und Orgel, 1986
- Bagatel in e für Klavier, 1997